# Hydropsyche bwambana
Hydropsyche bwambana är en nattsländeart som beskrevs av Martin E. Mosely 1939. Hydropsyche bwambana ingår i släktet Hydropsyche och familjen ryssjenattsländor. Inga underarter finns listade i Catalogue of Life.